# Juan Falcón
Juan Falcón, né le 24 février 1989, était un footballeur vénézuélien jouant au poste d'attaquant.

## Biographie

### Ses débuts au Venezuela
Il commence sa carrière avec le Portuguesa FC en 2006 puis passe par Llaneros de Guanare FC, Mineros de Guayana et le Trujillanos FC. 
C'est au Zamora FC qu'il se révèle au grand public sud-américain en gagnant le premier titre de sa carrière en remportant le championnat vénézuélien lors de la saison 2012-2013 et se distingue en Copa Libertadores l'année suivante en inscrivant 4 buts en 6 matchs. Son équipe est malgré tout éliminée lors de la phase des groupes. En fin de saison, lors de la finale aller du championnat, il se fait remarquer en inscrivant un but à son ancien club Mineros de Guayana alors que l'équipe adverse s'était arrêtée de jouer, ce qui a fait réagir la Toile en dehors des frontières sud-américaine. Vainqueur 4-1 lors de ce match et le match retour s'étant soldé par une défaite 2-0 de son équipe, il inscrit un deuxième titre à son palmarès en remportant le championnat vénézuélien pour la deuxième fois consécutive.

### Découverte de l'Europe avec le FC Metz
Au mercato estival 2014, il quitte le Zamora FC et le Venezuela pour rejoindre la France en signant avec le FC Metz, promu en Ligue 1.
Le 31 août 2014, après un début de saison timide malgré trois titularisations, il marque son premier but officiel sous le maillot grenat d'une superbe tête plongeante face à l'Olympique Lyonnais en inscrivant le but de la victoire (2-1) devant un stade Saint Symphorien en extase alors qu'il était entré en cours de jeu durant la deuxième mi-temps.
Il réalise son premier doublé en Ligue 1 le 27 septembre 2014 à domicile face au Stade de Reims lors de la huitième journée de championnat (victoire 3-0) et totalise 4 buts après 7 matchs joués.
Titulaire à la pointe de l’attaque lorraine en début de saison, il perd sa place après une blessure en octobre 2014. Maïga et Kwame N’Sor lui sont souvent préférés malgré les piètres prestations de ce dernier. Il n’inscrit que 5 buts en 24 matchs dont 16 en tant que titulaire mais finit tout de même deuxième meilleur buteur du club derrière Modibo Maïga (9 buts) pour l'exercice 2014-2015 qui voit le FC Metz retrouver la Ligue 2 après une saison catastrophique.
Souvent sur le banc, son début de saison 2015-2016 en Ligue 2 est semblable à l'exercice précédent, le nouvel entraîneur messin, José Riga, préférant titulariser la nouvelle recrue Amido Baldé. Ce dernier a pourtant beaucoup de mal à se montrer dangereux devant les cages adverses et se fait même conspué par le public de Saint-Symphorien alors que le vénézuélien est acclamé à chaque entrée. Même si Falcón ne marque pas, il crée de nombreuses actions dangereuses en se montrant percutant.

## Statistiques en championnat
| Année     | Équipe                 | Championnat      | Matchs | Buts |
| --------- | ---------------------- | ---------------- | ------ | ---- |
| 2006-2007 | Portuguesa FC          | Primera División | ?      | ?    |
| 2007-2008 | Llaneros de Guanare FC | Primera División | ?      | ?    |
| 2008-2009 | Llaneros de Guanare FC | Primera División | 15     | 4    |
| 2009-2010 | Llaneros de Guanare FC | Primera División | 23     | 7    |
| 2010-2011 | Mineros de Guayana     | Primera División | 8      | 1    |
| 2011-2011 | Trujillanos FC         | Primera División | 16     | 3    |
| 2011-2012 | Trujillanos FC         | Primera División | 29     | 4    |
| 2012-2013 | Zamora FC              | Primera División | 35     | 19   |
| 2013-2014 | Zamora FC              | Primera División | 29     | 18   |
| 2014-2015 | FC Metz                | Ligue 1          | 24     | 5    |
| 2015-2016 | FC Metz                | Ligue 2          | 8      | 1    |

## Palmarès et distinctions

### En club
- Zamora FC
  - Vainqueur de la Primera División (2) : 2013 et 2014
  - Meilleur buteur de la Primera División en 2014 (18 buts)

### En sélection
néant